# Calyptranthes cubensis
Calyptranthes cubensis är en myrtenväxtart som beskrevs av Otto Karl Berg. Calyptranthes cubensis ingår i släktet Calyptranthes och familjen myrtenväxter.
Artens utbredningsområde är Kuba. Inga underarter finns listade i Catalogue of Life.